# Agra (Oklahoma)
Pour les articles homonymes, voir Agra (homonymie).
Agra est une petite ville du comté de Lincoln en Oklahoma.
Sa population était de 339 habitants en 2010.